# Kurkulina

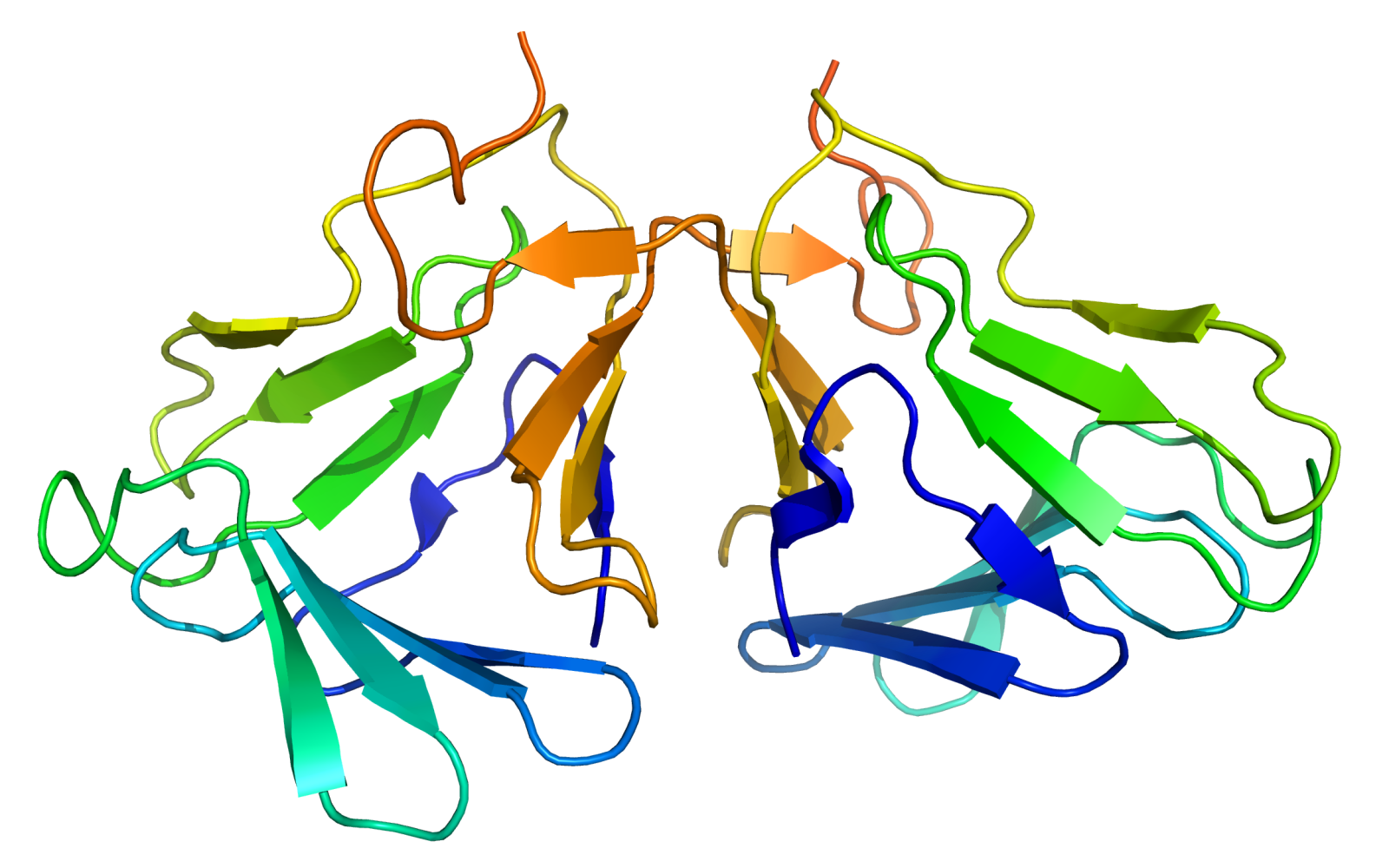
Struktura kurkuliny

Kurkulina – białko o słodkim smaku oraz modyfikujące odczucie smaku, występujące w owocach Curculigo latifolia, rośliny rosnącej w Malezji.
Jest dimerem o masie 12 kDa wyizolowanym i opisanym w roku 1990. Chociaż pierwotnie uważano, że składa się z dwóch identycznych polipeptydów, okazało się, że jest heterodimerem składającym się z kurkuliny 1 i kurkuliny 2 o 77% zgodności w sekwencji aminokwasów. Heterodimer jest też nazywany neokuliną. Modyfikacja odczuć polega na wywoływaniu wrażenia słodyczy przez substancje kwaśne. Maksymalna słodkość jest odpowiednikiem roztworu sacharozy o stężeniu 0,35M. Białko traci swoje właściwości po godzinnej inkubacji w temperaturze 50 °C przy pH 3-11. Odczucie smaku słodkiego jest potęgowane przez kwasy takie jak kwas cytrynowy. Wywoływanie uczucia słodyczy związane jest w oddziaływaniem białka na receptor smaku.
Geny kodujące kurkulinę 1 i kurkulinę 2 zostały wyizolowane i przeniesione do komórki Escherichia coli. W ten sposób udało się uzyskać aktywne białko w organizmie transgenicznym. Smak słodki wykazuje jedynie heterodimer.